# Västmanlands-Dala nation

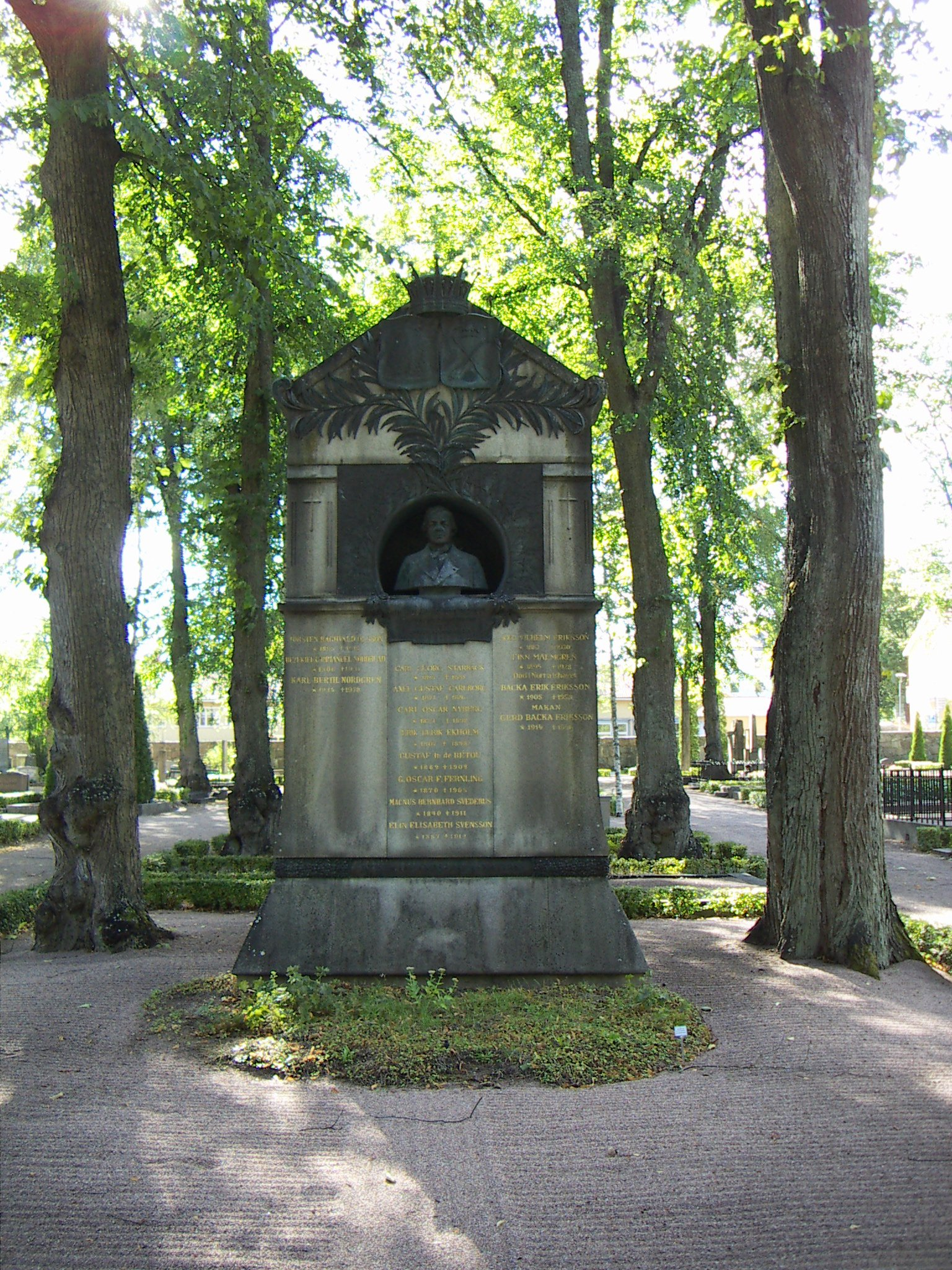
Västmanland-Dala nations nya nationsgrav på Uppsala gamla kyrkogård.

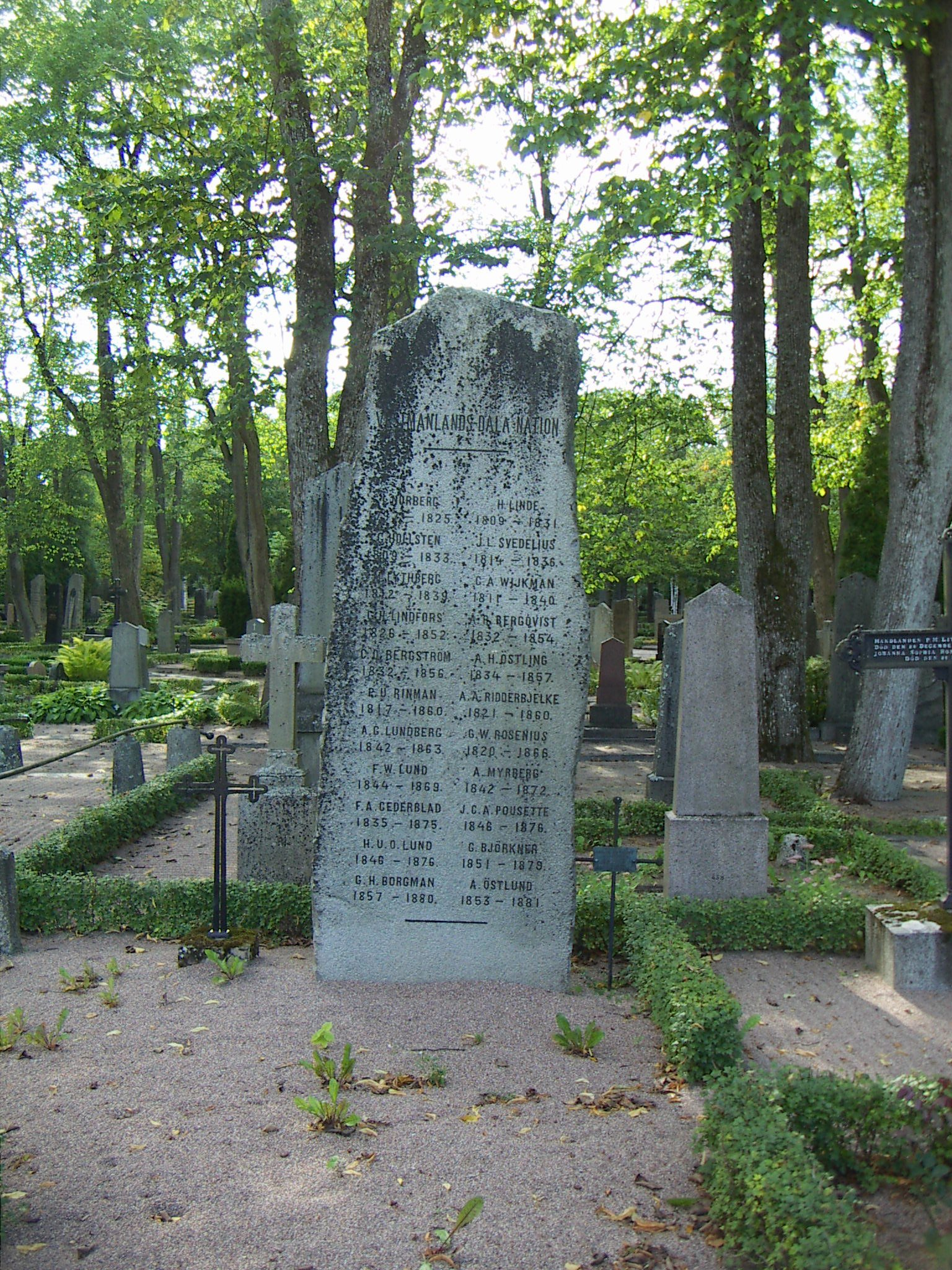
Västmanland-Dala nations gamla nationsgrav på Uppsala gamla kyrkogård.

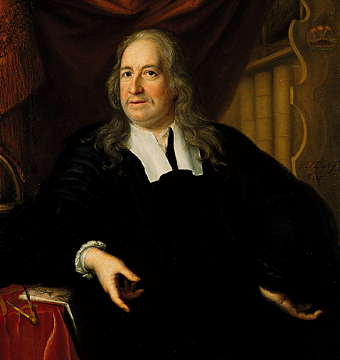
Olof Rudbeck den äldre, 1630-1702. Nationens förste inspektor

Västmanlands-Dala nation, i dagligt tal endast V-Dala, är en av 13 nationer vid Uppsala universitet. Nationen grundades 1639, samma år som Västgöta nation, och är därmed en av de två äldsta nationerna i Uppsala. Nuvarande (2021) inspektor är Johan Tysk, professor i matematik och vicerektor för vetenskapsområdet för teknik och naturvetenskap vid Uppsala universitet. V-Dalas medlemstidning heter Landskapsposten och grundades 1960. Nationsorkestrarna heter ab Kruthornen (grundad 1960), V-Dala Spelmanslag (grundat 1961) och Samba São Miguel. Till ab Kruthornen hör balettensemblen Letta gardet, grundad 1967. Nationens största förening är dess kör, Västmanlands-Dala Nationskör, eller V-Dalakören.
Nationen har cirka 6 000 medlemmar.

## Nationens tidiga historia
Nationen grundades 1639. Från detta år skapas även den så kallade Landskapsboken vilket var nationens första album och troligen även de första stadgarna. En nationskassa tillkom - den så kallade Fiscus nationalis. År 1663 får nationen sin förste inspektor: Olof Rudbeck d.ä. han kom att verka under åren 1663 till 1696. Från år 1692 börjar landskapsprotokoll att föras.

## Nuvarande organisation
Nationens nuvarande organisation infördes 1978, som ett led i bekämpandet av den ekonomiska kris som nationen då befann sig i. Den bygger på principen att en styrelse bereder samtliga ärenden inför landskapet, utom de som rör val av befattningshavare och revision. Även stipendietillsättningen ligger utanför styrelsens myndighet. Dessa sidoärenden omhändertas av tre nämnder (granskningsnämnd, stipendienämnd och valnämnd) som svarar direkt inför landskapet.
Styrelsen, som av hävd består av yrkeserfarna nationsvänner snarare än studenter, ansvarar alltså för all nationens förvaltning och verksamhet. Förvaltningen delas in i två delar - fondförvaltningen, som har hand om nationens reda pengar, leds av en vald Skattmästare, medan allmänna förvaltningen, som har hand om övrig egendom och den löpande ekonomin, leds av en anställd ekonomi- och fastighetschef. Båda har plats i styrelsen, den förstnämnda som ledamot och den sistnämnda som adjungerad. Då styrelsens uppgift främst är att sätta ekonomiska ramar för nationsverksamheten och inte styra den i detalj, så är alla sådana ärenden remitterade till utskott, som svarar inför styrelsen. I utskotten sitter främst studenter. Varje utskotts ordförande är ansvarig för och verkställande av den verksamhet som utskottet bedriver (med undantag av informationsutskottets ordförande, som endast är verkställande, medan Förste kurator är ansvarig). Utskottsordförandena sitter, till skillnad från de flesta liknande organisationer, inte i styrelsen (med undantag av Andre kurator och Bibliotekarie, som gör det av andra skäl). Utskotten är följande:
- Programutskottet - ansvarar för all verksamhet som sker i nationshuset, såsom pub, fika, klubbar, spex, gasker, baler och dylikt. Ordförande är Andre kurator.
- Biblioteksutskottet - sköter om biblioteket och nationens studierelaterade verksamhet. Ordförande är Bibliotekarien.
- Idrottsutskottet - fungerar som styrelse för den fristående föreningen V-Dala IF. Ordföranden benämns idrottssekreterare och är i regel även ordförande i V-Dala IF.
- Kontaktutskottet - värvar, skriver in och tar hand om nya medlemmar. Ordföranden benämns kontaktsekreterare.
- Internationella utskottet - sköter nationens kontakt med vännationer och utbytesstudenter. Ordföranden benämns internationell sekreterare.
- Informationsutskottet - omhändertar nationens medier och gör med dessa reklam för de andra verksamheterna. Ordföranden benämns informationssekreterare.

Nationen arvoderar åtta studenter på heltid. Dessa är:
- Förste kurator - sitter i styrelsen, är nationens högste chef (med undantag av Inspektor) och ansvarar för att all verksamhet flyter på och att alla beslut verkställs.

Höstterminen 2025 är Victor Ståhl Förste kurator. 
- Andre kurator - chef för programverksamheten, sitter i styrelsen delvis av hävd, delvis för att programverksamheten är så avgörande för nationens ekonomi.
- Klubbmästare - sitter i programutskottet, leder de praktiska genomförandena av nöjesarrangemang, och är även som nationens toastmaster på interna sittningar och middagar.

Vårterminen 2025 är Aarthi Krish Klubbmästare 
- Klubbmästarinna - sitter i programutskottet, chef för kök och servering på nationens festvåning.

Vårterminen 2025 är Hillevi Lönberg Siri Klubbmästarinna. 
- Barmästare - sitter i programutskottet, chef för barer på nationens festvåning.

Vårterminen 2025 är Naresh Krishna Barmästare
- Pubchef - sitter i programutskottet, chef över nationens pub.

Vårterminen 2025 är Harkishan Surjeeth Pubchef
- Uthyrningssäljaren - adjungerad i programutskottet, ansvarar för all kundkontakt vid externa arrangemang och uthyrningar.

Vårterminen 2025 är David Eriksson Uthyrningssäljare
- Kommunikationsansvarig - ansvarar för nationens marknadsföring, sociala medier och affischering

Läsåret 2024 är Linn Eriksen Västmanlands-Dala nations kommunikationsansvarige.
Sommartid arvoderas två studenter på heltid. Dessa ansvarar för sommarrestaurangen Taket. Dessa är:
- Barchef - chef över Takets dryck, samt över barpersonal.

Sommaren 2025 är Leona Mätlik al-Tunisi barchef
- Restaurangchef - chef över restaurangen samt serverings- och kökspersonal.

Sommaren 2025 sitter Albin Strandman som restaurangchef
Vid sidan av kärnverksamheten har var landsman rätt att grunda en så kallad särskild sammanslutning, det vill säga en intresseförening, för att utöka nationens aktivitetsutbud. Idag[när?] finns ett tiotal aktiva sådana, bland annat de mot studier inriktade Teologgruppen och Juridiska klubben, tre orkestrar (en stråk-, en blås- och en samba-), en blandad kör,en syjunta, en spelfigursförening, en förening som sätter upp spex och en som då och då underhåller omvärlden med teateruppsättningar samt den mångsysslande Kulturklubben.

## Spex
Nationen har satt upp flera större studentspex. Mest berömda är Fritiof och Ingeborg och Gustaf den Adolf. Nedan listas sentida produktioner:
- 1986: Reformnubben
- 1988: Sherlock Holmes
- 1989: Gustaf den Adolf, nyuppsättning till nationens 350-årsjubileum
- 1990: Henrik VIII
- 1992: Macchiavelli
- 2005: Carl Morin eller En knapp historia eller En schackpjäs
- 2006: Fänrik Ståls sista sägen eller Finnar i kläm eller När berna.com
- 2007: Engelbrekt eller När Puke mådde illa eller När Bonde blev kung
- 2008: Julius - När Caesar blev sallad eller Ett spex med Toga i eller Hitta Nero
- 2013: Grabben i skyttegraven bredvid eller På spexfronten intet nytt eller En fralla, alla frön![3]
- 2014: Gustav den Adolf, nyuppsättning till nationens 375-årsjubileum [4]
- 2022: Upp till dans eller Ett spex av sin tid eller Vem drog ur proggen?[5]
- 2023: Den sista neandertalaren eller Apsläkten är wurst eller Neandertala är silver, gruffa är guld[6][7]
- 2024: Silfverblads testamente eller Det här fiket är inte BIG enough för oss båda eller Depresso House[8]
- 2025: Det båtar ur eller En besättningsmedlems bekännelse eller En pjäs med en akter och två akter

## Nationshus

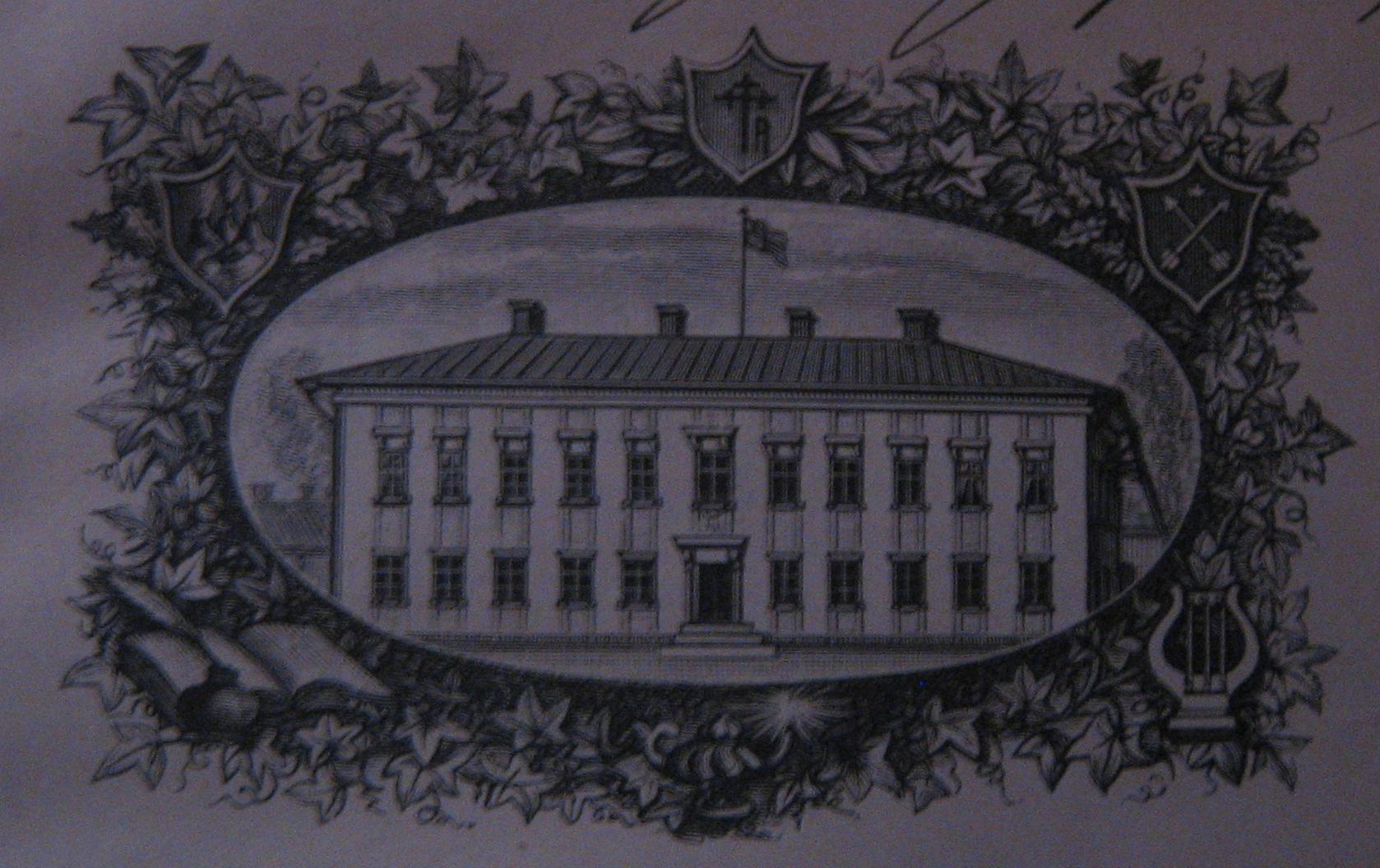
Det gamla nationshuset, före ombyggnaden 1914

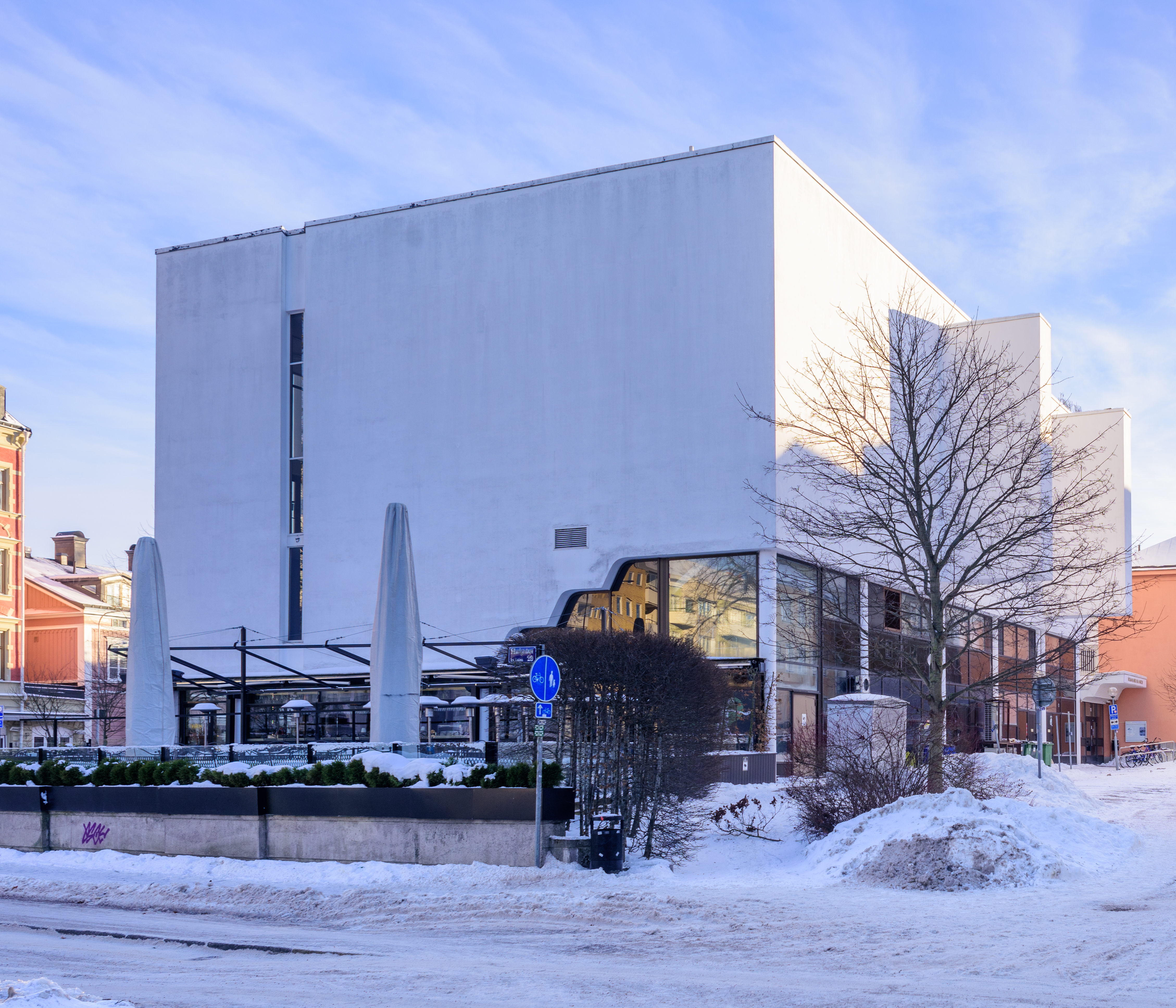
Det nya nationshuset.

Västmanlands-Dala nations hus är ett av endast två byggnader i Sverige som ritats av den finländske arkitekten Alvar Aalto. Den andra är Aaltohuset i Avesta. Det nuvarande nationshuset byggdes 1965, efter en insamling bland hembygdens kommuner. Det gamla nationshuset härstammade från 1831, och byggdes om och nyinreddes av Uppsalas på den tiden ende verksamma arkitekt, Adrian Crispin Peterson, e.o. konduktör vid Överintendentsämbetet. Huset genomgick även en omfattande ombyggnad 1914. En flygelbyggnad som ännu ingår i dagens nationshus tillkom 1939. Nationshuset har delvis förändrats genom att bottenvåningen byggts in; tidigare stod huset på pelare.

## Bibliotek
Nationens bibliotek berömmer sig för att vara Sveriges näst största privata bibliotek med omkring 90 000 volymer. ÅR 1714 erhöll nationen en större boksamling i donation av landshövdingen i Västerås, friherre Ludvig Fahlström. Denna donation kom att utgöra grunden till nationens bibliotek.  
Betydande bokdonationer har senare lämnats av Carl Gustaf Kröningssvärd 1830-32 och brigadläkaren Isak Vought. Hans och Carl Thomas Järtas boksamlingar har även infogats i samlingarna.
Jacob Eduard Boëthius, Johan Henrik Schröder, Carl Wilhelm Böttiger, Wilhelm Erik Svedelius, Albert Staaff, Carl Fabian Björling, Simon Boëthius, Theodor af Callerholm, Karl Vilhelm Zetterstéen, Alfred Bernhard Carlsson, Bertil Boëthius, Erik Ekman, Ulf Hård af Segerstad har varit bibliotekarier vid Västmanlands-Dala nations bibliotek.

## Blåsorkester och balett
ab Kruthornen och Letta Gardet, KHLG, är Västmanlands-Dala nations egen blåsorkester med balett. Orkestern (Kruthornen) bildades 1960 och baletten (Letta Gardet) 1967. Offentligt visar sig Kruthornen i rosa overaller, vit smokingskjorta, svart fluga, röda strumpor, och svarta skor. Baletten bär gula overaller med svart topp under till vardags, men klär sig betydligt mer elegant när de uppträder. Klädseln är högst studentikos men ändå välordnad och tidlös. KHLG uppträder med en blandning av svängiga låtar från olika genrer, gamla som nya, och med spel- och dansglädje som syns. KHLG uppträder främst på nationens evenemang, men ger även konserter utanför nationen. 
KHLG sätter upp jubileumsföreställningar med jämna mellanrum, den senaste är Ludwig - Den 115:e Symfonin som sattes upp 2022 till orkesterns 60-årsjubileum och balettens 55-årsjubileum.

## Nationskör
Västmanlands-Dala blandade nationskör bildades 1972 och består idag av drygt 60 sångare. Sedan höstterminen 2021 är det Leif Nahnfeldt som dirigerar kören. Repertoaren är bred och innehåller allt från klassiskt till spexartade och traditionella studentsånger. Kören uppträder främst på nationens evenemang, men ger även konserter utanför nationen.

## Spelmanslag
V-Dala Spelmanslag är ett av Sveriges första och största samt Uppsalas enda studentspelmanslag. Laget spelar nordisk folkmusik på huvudsakligen akustiska instrument. Laget grundades ursprungligen 1961 och firade sitt 50-årsjubileum 2011.

## Bostäder
Nationens bostäder fanns fram till 2012 i bostadsområdet Triangeln, vid Svartmangatan i anslutning till nationshuset och vid Ekonomikum. Fram till 2009 hyrde nationen studentbostäder vid före detta vårdhögskolan i Kåbo av landstinget. 
I mars 2012 utökades nationens innehav av studentbostäder genom inköp av studentbostadsområdet Majklockan vid Luthagsesplanaden 81-91. Majklockan består av totalt 376 studentlägenheter. Detta köp gjorde att V-Dala blev den nation i Uppsala som äger flest studentbostäder. I början av 2021 skedde senaste inflyttningen i fyra nybyggda hus på Flogstavägen, granne med Majklockan. Området kallas Ängsklockan och innehåller mest små lägenheter, samt några korridorrum, totalt 403 bostäder.. Västmanlands-Dala nations bostäder består av totalt 1228 enheter.

## Vännationer
V-Dala har utbyte med följande vännationer:
- Helsingkrona nation, Lund
- Östra Finlands nation, Helsingfors
- Wiipurilainen Osakunta, Helsingfors
- Karjalainen Osakunta, Helsingfors
- Savolainen osakunta, Helsingfors
- Östra Finlands nation, Åbo
- Korporatsioon Vironia, Tallinn/Tartu
- Eesti Naisüliõpilaste Selts, Tartu
- Norrlands nation, Uppsala

## Bemärkta äldre kuratorer
- Johannes Jonae Columbus (1640-1684), klassisk filolog, diktare. Kurator 1669.
- Joel Vilhelm Eriksson (1883-1930), geograf och hydrograf. Andre kurator 1914-1915.
- Anders Jansson Hyckert, (1770-1826), talman i bondeståndet.

## Inspektorer
Nationens nuvarande inspektor är Johan Tysk, professor i matematik.